# Maria Austria
Pour les articles homonymes, voir Austria.
Maria Austria (née le 19 mars 1915 à Karlovy Vary, décédée le 10 janvier 1975 à Amsterdam) est une photographe austro-néerlandaise importante des Pays-Bas d'après-guerre. Elle a publié des reportages photo à caractère social portant un regard critique sur la vie durant l'après-guerre, et, plus tard photographie surtout le monde du spectacle. Son travail est apparenté au néoréalisme, ses photos sont d'une très grande qualité technique avec de forts contrastes.

## Biographie

### Formation (1915-1936)
Marie Karoline Oestreicher est la fille du médecin Karl Oestreicher (1864-mars 1915) et de son épouse Clara, née Kisch (1871-1945). Elle grandit à Karlovy Vary (Carlsbad) située alors dans l'Empire austro-hongrois avec son frère Felix (1894-1945) et sa sœur Lisbeth (1902-1989) dans une famille juive, plutôt intellectuelle et artistique. Elle a la nationalité autrichienne jusqu'en 1918, puis tchécoslovaque. De 1928 à juin 1933, elle fréquente le lycée local pour filles. En même temps, elle commence à prendre des photos. Elle achète un appareil photo Leica et un Rolleiflex et commence une formation de trois ans au Graphische Lehr und Versuchsanstalt (Institut d'enseignement et de recherche graphique) à Vienne dans le Département de photographie et de procédés de reproduction. Elle effectue aussi un stage de février 1934 à juillet 1935 dans le studio de photographie Willinger, à Vienne, dans la rue Kärnstner. Après l'obtention du diplôme avec mention « Très bien » le 4 juillet 1936, elle travaille comme photographe indépendante. Elle s'intéresse à la culture, fréquente des scènes théâtrales d'avant-garde et de petits théâtres expérimentaux et trouve l'inspiration dans les cercles d'artistes de gauche et de gens du théâtre autour du Naschmark de Vienne,.

### Les années de nazisme et de guerre (1937-1945)
À l'été 1937, en raison de l'influence croissante de l'Allemagne national-socialiste et de la montée de l'antisémitisme, elle quitte l'Autriche et s'installe aux Pays-Bas avec sa sœur Lisbeth Oestreicher, qui travaille déjà à Amsterdam comme designer textile, après une formation en tissage au Bauhaus à Dessau. Maria Austria doit se faire connaître à Amsterdam. À partir du début de 1938, elle collabore avec sa sœur sous le nom Model en Foto Austria (studio de mode et photo Autriche) dont elle photographie les modèles de tricot, et réalise des portraits et des photos pour la publicité. Elle développe elle-même ses négatifs, fait des reportages et commence à publier dans des magazines, comme Libelle et Wij et établit des contacts avec des personnalités culturelles ou politiques de la Nederlandsche Filmliga, un collectif de cinéastes et de passionnés de cinéma. À partir de cette époque, elle prend le pseudonyme de Maria Austria,.
Avec l'occupation allemande des Pays-Bas, les conditions de vie des juifs se dégradent : obligation de s'enregistrer, exclusion de la vie publique, exclusion des associations, interdiction de travailler et d'écrire. Affectée par l'interdiction professionnelle des photographes juifs, Maria Austria doit abandonner son travail en mai 1941 et s'engage comme infirmière à l'hôpital luso-israélite sur la péninsule de Rapenburg dans le district de Jodenbuurt et en comme professeur de photographie pour le Conseil juif d'Amsterdam. En avril 1942, elle conclut un mariage de complaisance avec Hans Bial (1911-2000), un commerçant juif. Ils divorceront en décembre 1945.

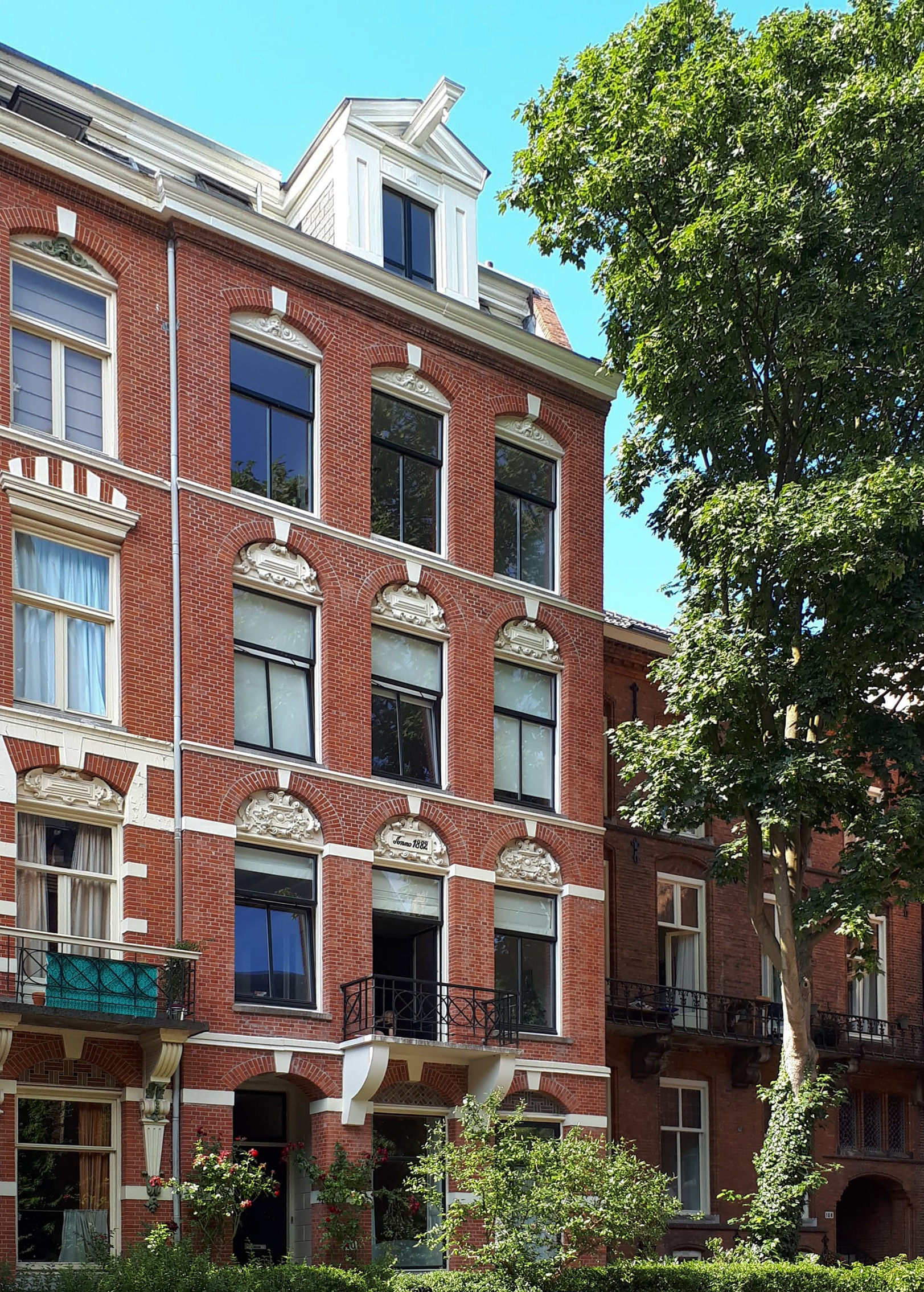
Vondelstraat 110, Amsterdam

Sa sœur Lisbeth est internée dans le camp de Westerbork en 1942. Elle y sera rejointe en 1943 par sa mère et la famille de son frère, qui eux aussi, s'étaient réfugiés aux Pays-Bas en 1938. Maria, elle entre dans la clandestinité. À partir de la mi-1943, elle commence à travailler pour la résistance néerlandaise. Dans une cachette de la rue Vondel (Vondelstraat 110), elle rencontre son futur mari Hendrik 'Henk' Pieter et lui apprend la photographie. Avec lui et d'autres photographes juifs, tels que la hongroise Éva Besnyő, ils produisent de fausses cartes d'identité pour la résistance et Maria, sous le pseudonyme d'Elizabeth Huijnen, en assure les livraisons,.
Sa mère, son frère Felix et sa femme sont transférés dans le camp de concentration de Bergen-Belsen et y meurent peu après en 1945. Lisbeth survit à Westerbork. Les deux sœurs, Lisbeth et Maria, recueillent leurs trois nièces orphelines Beate, Helly et Maria,.

### À partir de 1945

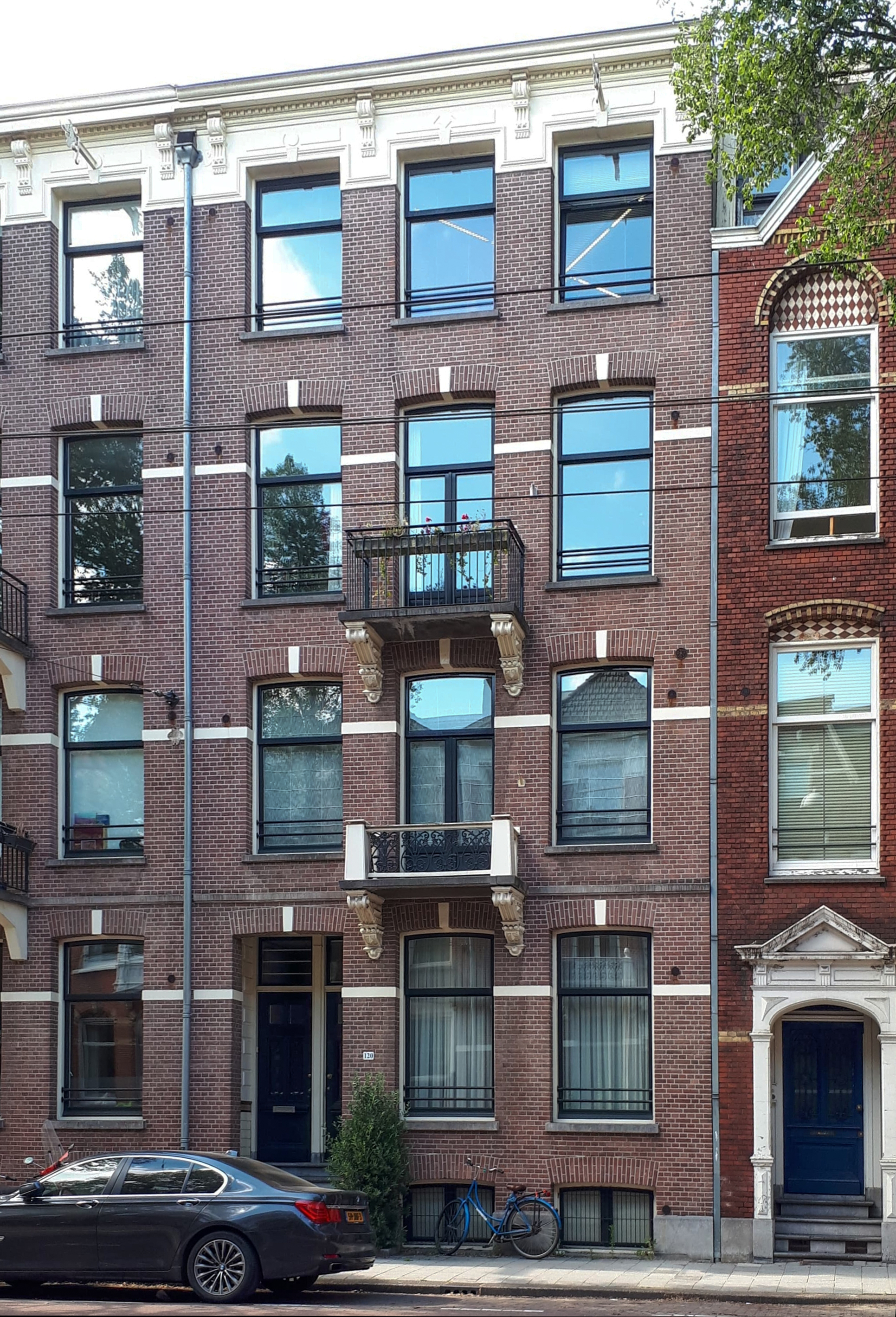
Willemsparkweg 120, Amsterdam

Après la guerre, Maria Austria effectue des reportages de mode sur commandes et fonde en 1945, avec Henk Jonker, l'agence photo Particam (Partizanen Camera) (Willemsparkweg 120, Amsterdam),,.
Le couple réalise des reportages photo, centrés sur la vie quotidienne de la population pour la presse néerlandaise, portant un regard critique sur la reconstruction et la misère sociale. De 1949 au début des années 1960, Maria Austria et Jonker ont un encart avec photos sur la dernière page du Algemeen Handelsblad où ils traitent de divers problèmes sociaux. Ensemble, ils documentent également les inondations de 1953 pour l'hebdomadaire national chrétien De Spiegel. Ils photographient également des personnalités des arts du spectacle aux Pays-Bas. Leurs commanditaires principaux sont le Stadsschouwburg d' Amsterdam, le Holland Festival, l'Opéra national et l'orchestre du Concertgebouw.
En mars 1950, Maria Austria épouse Henk Jonker et est naturalisée néerlandaise.
Ses reportages se concentrent de plus en plus sur le spectacle : théâtre, musique, opéra et ballet. Après le départ de Wim Zilver Rupe et Aart Klein en 1956 et sa séparation d'avec Henk Jonker en 1963, elle dirige seule le studio Particam, employant des assistants et des apprentis, comme, entre autres, Vincent Mentzel, Jaap Pieper et Bob van Dantzig. Jusqu'à sa mort en 1975, elle est la photographe attitrée du Mickery Theater, basé à Amsterdam depuis 1972, un lieu de théâtre expérimental et l'une des scènes les plus importantes pour les théâtres alternatifs en Europe. Ces photos lui ont valu une renommée nationale.
Maria Austria est membre de la Nederlandse Vereniging van Fotojournalisten (Association des photojournalistes néerlandais) et de 1945 jusqu'à sa mort, elle est membre du conseil d'administration du département Photographie de la Gebonden Kunstenaars federatie (Fédération des arts appliqués). À ce titre, elle fait campagne pour la reconnaissance de la photographie en tant que discipline artistique à part entière et plaide auprès du Ministère de l'Éducation, des Arts et des Sciences pour qu'un budget spécifique soit alloué dans le budget de l'État afin de permettre l'achat et l'exposition de photographies dans les musées. Elle insiste pour que ses photos publiées dans des magazines lui soient créditées et en interdit le recadrage.
Maria Austria décède le 10 janvier 1975 à l'âge de 60 ans à Amsterdam, des suites d'une grippe sévère.
En 1976, la Stichting Fotoarchief Maria Austria-Particam (devenu Institut Maria Austria en 1992) est créée pour rendre son œuvre accessible et, en même temps, constituer des archives pour les photographes néerlandais. Ces archives sont désormais hébergées dans les archives de la ville d' Amsterdam et contiennent plus de 50 collections de photographes célèbres, dont celles de Maria Austria, Particam, Hans Dukkers, Henk Jonker, Carel Blazer.
Le Amsterdamer fonds voor de kunst décerne tous les deux ans le prix Maria Austria pour la photographie.

## Œuvre
Les photos de Maria Austria sont liées au néoréalisme. Elle se montre insensible aux mouvements d'avant-garde, renonce à la recherche artistique et crée des « instantanés qui capturent les contradictions sociales de l'après-guerre ». Elle est réputée pour son perfectionnisme et son savoir-faire. Ses images « sont d'une netteté remarquable et caractérisées par de forts contrastes. Vous pouvez voir chaque petit pli. Elle semble capturer directement les gens et les événements ». Elle utilise un appareil photo Rolleiflex jusque dans les années 1970. Peu de temps avant sa mort, elle utilise une appareil photo 35 mm.
Comme photographe indépendante à Vienne, elle a photographié des célébrités de la scène artistique internationale, telles que Benjamin Britten, Maria Callas, Josephine Baker, Martha Graham et Albert Schweitzer. Pendant qu'elle est dans la clandestinité à Amsterdam en 1943, elle photographie secrètement les troupes allemandes dans les rues depuis le grenier de sa cache de la rue Vondel.
Pour son agence de photographie Particam (Partizanen Camera), fondée en 1945, elle réalise des reportages photo sur des sujets socialement très sensibles, comme l'hiver 1944/1945, le retour des détenus juifs du camp de Westerbork en 1945, l'arrestation de collaborateurs néerlandais, le camp pour enfants orphelins roumains d'Ilaniah à Apeldoorn en 1948 et le « Camp antisocial » de Drenthe, dans lequel le gouvernement néerlandais héberge des familles socialement défavorisées et les soumet à un travail obligatoire de « resocialisation » jusqu'en 1950. Elle documente la destruction de la gare d'Amsterdam Centraal, la misère de l'après-guerre, la reconstruction et la vie dans les Pays-Bas libérés, ainsi que les inondations catastrophiques de 1953,.
En décembre 1954, Maria Austria et Henk Jonker reçoivent une commande d'Otto Frank par l'intermédiaire du directeur de théâtre Rob de Vries pour documenter photographiquement la cachette d'Anne Frank et de sa famille sur Prinsengracht 263. Jonker photographie la maison avant et Maria Austria la maison arrière Het Achterhuis sur plus de 250 photos. Cette documentation a servi de base pour les décors de la production théâtrale de Broadway en 1955 et à l'adaptation cinématographique du Journal d'Anne Frank en 1959,.

## Expositions (sélection)
- 1958 : « Maria Austria », Stedelijk Museum, Amsterdam[4], puis à Amstelveen, Hilversum et Arnheim
- 1975 : « In memoriam Maria Austria – Theaterfotografie », Musée Van Gogh, Amsterdam
- 1977 : « Theaterfoto´s van Maria Austria », Schouwburg-Galerie, Tilburg
- 1991: « Model en Foto Austria, Nederlands Textielmuseum, Tilburg
- 2001 : « Maria Austria – Holland zonder Haast », Musée historique juif, Amsterdam[9]
- 2002 :
  - « Maria Austria documentaire foto's 1933-1970 », Musée historique juif, Amsterdam[14]
  - « Maria Austria – Photographien der 1950er- und 1960er-Jahre », Das Verborgene Museum, Berlin
- 2012 : « Maria Austria, Johan van der Keuken, Ed van der Elsken ... ou la photographie néerlandaise à Paris », Institut néerlandais, Paris.
- 2018 :
  - « Une photographe du néoréalisme d'Amsterdam » , Musée Das Verborgene, Berlin
  - « Maria Austria. Leven voor de fotografie », Musée historique juif, Amsterdam[15]